# Lego Star Wars: Padawańskie widmo
Lego Star Wars: Padawańskie widmo (ang. Lego Star Wars: The Padawan Menace) – amerykański film animowany wykonany za pomocą trójwymiarowej animacji komputerowej, nawiązujący swą stylistykę do klocków Lego. Jego światowa premiera odbyła się 22 lipca 2011 roku na amerykańskim Cartoon Network, a 16 września został wydany na Blu-ray i DVD z krótkometrażowymi filmami oraz figurką młodego Hana Solo. W Polsce został wydany 10 października 2011 roku na DVD, a dwanaście dni później premiera filmu w telewizji odbyła się w Kinie Cartoon Network, 22 października 2011 roku o godz. 18:10 na antenie Cartoon Network. Film wyprodukowany przez studio Animal Logic. 27 października 2012 powstał film o podobnym sposobie tworzenia Lego Star Wars: Upadek Imperium.

## Fabuła
C-3PO prowadzi wycieczkę szkolną padawanów. Lecąc swym statkiem wpadają w sam środek bitwy. Przez przypadek wpadają do nakładki nadprzestrzennej, przez co ich statek leci na Tatooine. Tam zostają uwięzieni przez Jabbę Hutta. Tymczasem na Coruscent mistrz Yoda i komandor Cody próbują udaremnić spisek Sithów wymierzony w Republikę.

## Wersja oryginalna
- Anthony Daniels – C-3PO
- Nika Futtermann – Asajj Ventress / Shaak Ti
- Tom Kane – Yoda
- R. Martin Klein – Palpatine / Darth Sidious / Ki-Adi-Mundi
- Phil LaMarr – Darth Vader / Bail Organa / Jar Jar Binks
- Katie Leigh – Han Solo / Mari Amithest
- Wayne Pashley – Generał Grievous
- Rob Paulsen – Komandor Cody / George Lucas
- David Scott – Obi-Wan Kenobi / Anakin Skywalker

i inni

## Wersja polska
Opracowanie wersji polskiej: Studio Sonica

Reżyseria: Miriam Aleksandrowicz

Tłumaczenie i dialogi polskie: Jan Aleksandrowicz-Krasko i Piotr Skodowski

Dźwięk i montaż: Agnieszka Stankowska

Organizacja produkcji: Agnieszka Kudelska

W wersji polskiej udział wzięli:
- Mariusz Czajka – Yoda
- Grzegorz Wons –
  - C-3PO,
  - Kanclerz Palpatine/Darth Sidious
- Brygida Turowska –
  - Asajj Ventress,
  - Han Solo
- Jerzy Dominik – klony
- Tomasz Bednarek – Anakin Skywalker
- Artur Dziurman – Darth Vader
- Jarosław Domin – Obi-Wan Kenobi
- Mieczysław Morański – Jar Jar Binks
- Przemysław Stippa –
  - George Lucas,
  - Luke Skywalker
- Wojciech Szymański –
  - Bail Organa,
  - pilot w kantynie
- Wojciech Paszkowski – Admirał Ackbar
- Grzegorz Drojewski – Bobby
- Tomasz Jarosz – Strażnik
- Piotr Zelt – Prezenter telezakupów

i inni